# Barbanza
Die Comarca Barbanza (spanisch El Barbanza) ist eine Verwaltungseinheit Galiciens. Die Fläche von 246,71 km² entspricht 0,83 % der Fläche Galiciens.

## Gemeinden
| Gemeinde             | Einwohner (2024) | Fläche km² | Dichte Einw./km² | Cod INE | Postleitzahl        |
| -------------------- | ---------------- | ---------- | ---------------- | ------- | ------------------- |
| Boiro                | 19.018           | 86,58      | 220              | 15011   | 15930               |
| A Pobra do Caramiñal | 9.184            | 32,51      | 282              | 15067   | 15940, 15948, 15949 |
| Rianxo               | 10.748           | 58,79      | 183              | 15072   | 15920               |
| Ribeira              | 27.111           | 68,83      | 394              | 15073   | 15960               |
| Comarca Barbanza     | 66.061           | 246,71     | 268              | –       | –                   |